# Zespół rzekomoopuszkowy
Zespół rzekomoopuszkowy (porażenie rzekomoopuszkowe, łac. syndroma pseudobulbare) – neurologiczny zespół chorobowy powstający w wyniku obustronnego uszkodzenia dróg korowo-jądrowych biegnących (jest to uszkodzenie górnego neuronu ruchowego) do jąder nerwu językowo-gardłowego, nerwu błędnego oraz nerwu podjęzykowego. Do uszkodzenia dochodzi na różnej wysokości drogi korowo-opuszkowej: na poziomie kory ruchowej, torebki wewnętrznej, śródmózgowia lub mostu przed przełączeniem synaptycznym na dolny neuron ruchowy.

## Objawy i przebieg
Dominującymi objawami są zaburzenia połykania (dysfagia) z krztuszeniem oraz dyzartria. Dyzartria ma charakter spastyczny, mowa jest spowolniała, niewyraźna, z charakterystycznym przydźwiękiem nosowym. Objawem odróżniającym od zespołu opuszkowego jest brak zaników mięśniowych. Dodatkowo często stwierdza się występowanie odruchów piramidowych oraz pojawienie się odruchów pierwotnych (deliberacyjnych). Może być obecny objaw Babińskiego. Dochodzi do wzmożenia odruchu żuchwowego, podniebiennego, gardłowego. Chory przejawia labilność emocjonalną (nietrzymanie afektu), wynikającą z przerwania kontrolujących ekspresję emocji połączeń między płatami czołowymi a pniem mózgu. Najczęstszą przyczyną zespołu są obustronne zmiany niedokrwienne na tle miażdżycy, poza tym stwardnienie rozsiane, stwardnienie zanikowe boczne, rzadsze to np. postępujące porażenie nadjądrowe. Wymienionym objawom często towarzyszy obustronny niedowład spastyczny (tri-/tetrapareza) o niedużym nasileniu.